# Temporada 2018 del Campeonato Mundial de Supersport 300
La Temporada 2018 del Campeonato Mundial de Supersport 300  fue la segunda temporada del Campeonato Mundial de Supersport 300. La temporada tuvo ocho carreras, que se llevaron a cabo en todas las rondas europeas del Campeonato Mundial de Superbikes 2018, a partir del 15 de abril en MotorLand Aragón en España hasta el 30 de septiembre en el Circuito de Nevers Magny-Cours en Francia.
El campeonato fue ganado por la española Ana Carrasco quién superó por un punto a su compatriota Mika Pérez. Con este hito, Carrasco se convirtió en la primera mujer en ganar un título en un mundial de velocidad de la FIM.

## Calendario y resultados
| 1 | España          | Motorland Aragón                      | 15 de abril      | Mika Pérez    | Koen Meuffels        | Koen Meuffels      | KTM Fortron Junior Team       |
| 2 | Países Bajos    | Circuito de Assen                     | 22 de abril      | Mika Pérez    | Ana Carrasco         | Luca Grünwald      | Freudenberg KTM WorldSSP Team |
| 3 | Italia          | Autodromo Enzo e Dino Ferrari         | 13 de mayo       | Ana Carrasco  | María Herrera        | Ana Carrasco       | DS Junior Team                |
| 4 | Reino Unido     | Donington Park                        | 27 de mayo       | Ana Carrasco  | Ana Carrasco         | Ana Carrasco       | DS Junior Team                |
| 5 | República Checa | Autódromo de Brno                     | 10 de junio      | Galang Hendra | Imanuel Putra Pratna | Galang Hendra      | BIBLION YAMAHA MOTOXRACING    |
| 6 | Italia          | Misano World Circuit Marco Simoncelli | 8 de julio       | Galang Hendra | Ana Carrasco         | Manuel Bastianelli | PRODINA IRCOS Team            |
| 7 | Portugal        | Autódromo Internacional do Algarve    | 16 de septiembre | Tom Edwards   | Ana Carrasco         | Scott Deroue       | Motoport Kawasaki             |
| 8 | Francia         | Circuito de Nevers Magny-Cours        | 30 de septiembre | Scott Deroue  | Mika Pérez           | Daniel Valle       | BCD Yamaha MS Racing          |

## Equipos y pilotos
| Parrilla 2018                           | Parrilla 2018 | Parrilla 2018      | Parrilla 2018 | Parrilla 2018             | Parrilla 2018 |
| Equipo                                  | Constructor   | Moto               | N.º           | Piloto                    | Rondas        |
| --------------------------------------- | ------------- | ------------------ | ------------- | ------------------------- | ------------- |
| Team GoEleven Kawasaki                  | Kawasaki      | Kawasaki Ninja 400 | 75            | Manuel Rocca              | 8             |
| JRT Brno Circuit                        | Yamaha        | Yamaha YZF-R3      | 32            | Alexandra Pelikanova      | 5             |
| DS Junior Team                          | Kawasaki      | Kawasaki Ninja 400 | 2             | Ana Carrasco              | Todas         |
| DS Junior Team                          | Kawasaki      | Kawasaki Ninja 400 | 20            | Dorren Loureiro           | Todas         |
| Motoport Kawasaki                       | Kawasaki      | Kawasaki Ninja 400 | 3             | Tom Toparis               | 5-6           |
| Motoport Kawasaki                       | Kawasaki      | Kawasaki Ninja 400 | 6             | Robert Schotman           | 1-3, 7-8      |
| Motoport Kawasaki                       | Kawasaki      | Kawasaki Ninja 400 | 83            | Lachlan Epis              | 4             |
| Motoport Kawasaki                       | Kawasaki      | Kawasaki Ninja 400 | 95            | Scott Deroue              | Todas         |
| BCD Yamaha MS Racing                    | Yamaha        | Yamaha YZF-R3      | 33            | Daniel Valle              | Todas         |
| BCD Yamaha MS Racing                    | Yamaha        | Yamaha YZF-R3      | 36            | Beatriz Neila             | 1             |
| BCD Yamaha MS Racing                    | Yamaha        | Yamaha YZF-R3      | 69            | María Herrera             | Todas         |
| Motosport Schwarz Racing Team           | Yamaha        | Yamaha YZF-R3      | 73            | Vojtech Schwarz           | 5             |
| Freudenberg KTM WorldSSP Team           | KTM           | KTM RC 390 R       | 43            | Luca Grünwald             | Todas         |
| Freudenberg KTM WorldSSP Team           | KTM           | KTM RC 390 R       | 97            | Maximilian Kappler        | Todas         |
| Freudenberg KTM Junior Team             | KTM           | KTM RC 390 R       | 41            | Jan-Ole Jähnig            | Todas         |
| Scuderia Maranga Racing                 | Honda         | Honda CBR500R      | 7             | Nicola Settimo            | Todas         |
| Scuderia Maranga Racing                 | Honda         | Honda CBR500R      | 58            | Trystan Finocchiaro       | Todas         |
| Kawasaki ParkinGO Team                  | Kawasaki      | Kawasaki Ninja 400 | 8             | Mika Pérez                | 1-4, 6-8      |
| Kawasaki ParkinGO Team                  | Kawasaki      | Kawasaki Ninja 400 | 27            | Filippo Rovelli           | Todas         |
| KTM Fortron Racing Team                 | KTM           | KTM RC 390 R       | 5             | Ryan Vos                  | Todas         |
| KTM Fortron Racing Team                 | KTM           | KTM RC 390 R       | 15            | Glenn van Straalen        | Todas         |
| KTM Fortron Junior Team                 | KTM           | KTM RC 390 R       | 17            | Koen Meuffels             | 1-6           |
| KTM Fortron Junior Team                 | KTM           | KTM RC 390 R       | 72            | Victor Steeman            | 7-8           |
| Racedays                                | Honda         | Honda CBR500R      | 13            | Dino Iozzo                | Todas         |
| ETG Racing                              | Kawasaki      | Kawasaki Ninja 400 | 21            | Borja Sánchez             | Todas         |
| ETG Racing                              | Kawasaki      | Kawasaki Ninja 400 | 78            | Joseph Foray              | Todas         |
| Miguel Oliveira Racing Team             | KTM           | KTM RC 390 R       | 10            | Pedro Fragoso             | 7             |
| Team XG Racing                          | Kawasaki      | Kawasaki Ninja 400 | 76            | Luke Verwey               | 4             |
| Team XG Racing                          | Kawasaki      | Kawasaki Ninja 400 | 77            | Kade Verwey               | 4             |
| GRT Yamaha WorldSSP300 Team             | Yamaha        | Yamaha YZF-R3      | 28            | Dennis Koopman            | Todas         |
| GRT Yamaha WorldSSP300 Team             | Yamaha        | Yamaha YZF-R3      | 54            | Filippo Fuligni           | Todas         |
| C.M. Racing                             | Kawasaki      | Kawasaki Ninja 400 | 16            | Marc Luna Bayen           | 1-2           |
| KTM Orange Brigade/JP43 Training        | KTM           | KTM RC 390 R       | 23            | Alex Dumas                | 8             |
| Pertamina Almeria BCD by MS Racing      | Yamaha        | Yamaha YZF-R3      | 12            | Ali Adriansyah Rusmiputro | Todas         |
| BCD Pertamina Junior Team by MS Racing  | Yamaha        | Yamaha YZF-R3      | 81            | Manuel González           | Todas         |
| Bibi´s Racing Team                      | KTM           | KTM RC 390 R       | 88            | Bibi Damen                | 2             |
| BIBLION YAMAHA MOTOXRACING              | Yamaha        | Yamaha YZF-R3      | 55            | Galang Hendra Pratama     | Todas         |
| BIBLION YAMAHA MOTOXRACING              | Yamaha        | Yamaha YZF-R3      | 65            | Jacopo Facco              | 6             |
| BIBLION YAMAHA MOTOXRACING              | Yamaha        | Yamaha YZF-R3      | 99            | Paolo Grassia             | 1-5, 7-8      |
| Symcirrus Motorsport                    | Kawasaki      | Kawasaki Ninja 400 | 35            | Edmund Best               | 4             |
| TERRA E MOTO                            | Yamaha        | Yamaha YZF-R3      | 34            | Jack Micheal Mahaffy      | 7             |
| TERRA E MOTO                            | Yamaha        | Yamaha YZF-R3      | 91            | Giacomo Mora              | 8             |
| TERRA E MOTO                            | Yamaha        | Yamaha YZF-R3      | 96            | Imanuel Putra Pratna      | 1-6           |
| GP Project Team                         | Kawasaki      | Kawasaki Ninja 400 | 14            | Enzo de la Vega           | Todas         |
| GP Project Team                         | Kawasaki      | Kawasaki Ninja 400 | 22            | Nick Kalinin              | 1-3, 5-8      |
| Moto Team                               | Kawasaki      | Kawasaki Ninja 400 | 9             | Steffie Naud              | 8             |
| Benro Racing                            | Yamaha        | Yamaha YZF-R3      | 4             | Milan Merckelbagh         | 2             |
| MMR                                     | Yamaha        | Yamaha YZF-R3      | 11            | Kevin Arduini             | 3             |
| Nutec - Benjan - Kawasaki               | Kawasaki      | Kawasaki Ninja 400 | 71            | Tom Edwards               | Todas         |
| Nutec - Benjan - Kawasaki               | Kawasaki      | Kawasaki Ninja 400 | 93            | Walid Khan                | Todas         |
| PROGP Racing                            | Yamaha        | Yamaha YZF-R3      | 85            | Kevin Sabatucci           | 3, 6          |
| PRODINA IRCOS Team                      | Kawasaki      | Kawasaki Ninja 400 | 51            | Manuel Bastianelli        | 3, 6          |
| DEZA-Cordaba-Patrimonio de la Humanidad | Kawasaki      | Kawasaki Ninja 400 | 52            | Guillem Erill             | 7             |
| DEZA-Cordaba-Patrimonio de la Humanidad | Kawasaki      | Kawasaki Ninja 400 | 87            | Alex Börner               | 7             |
| Team B2G                                | Kawasaki      | Kawasaki Ninja 400 | 70            | Hugo Girardet             | 8             |
| ARCO-MotoR UPV University Team          | Yamaha        | Yamaha YZF-R3      | 89            | Adrián Carrasco           | 1             |
| Kawasaki PALMETO PL Racing              | Kawasaki      | Kawasaki Ninja 400 | 47            | Ferran Hernández Moyano   | 7             |
| Team Trasimeno                          | Yamaha        | Yamaha YZF-R3      | 19            | Luca Bernardi             | Todas         |
| Team Trasimeno                          | Yamaha        | Yamaha YZF-R3      | 39            | Omar Bonoli               | 6             |
| Team Trasimeno                          | Yamaha        | Yamaha YZF-R3      | 61            | Bahattin Sofuoğlu         | 7             |
| Team Trasimeno                          | Yamaha        | Yamaha YZF-R3      | 62            | Jared Schultz             | 6             |
| Team Trasimeno                          | Yamaha        | Yamaha YZF-R3      | 84            | Joep Overbeeke            | 1-4           |
| Team Runner Bike                        | KTM           | KTM RC 390 R       | 48            | Thomas Brianti            | 6             |
| Team Toth - YART                        | Yamaha        | Yamaha YZF-R3      | 12            | Alex Murley               | 1-4           |
| Team Toth - YART                        | Yamaha        | Yamaha YZF-R3      | 30            | Daniel Blin               | 5-8           |
| Team Toth - YART                        | Yamaha        | Yamaha YZF-R3      | 64            | Hugo de Cancellis         | 2-8           |
| Motoclub Balaz/KPA                      | Kawasaki      | Kawasaki Ninja 400 | 37            | Roman Kucera              | 5             |
| Samurai Racing                          | Yamaha        | Yamaha YZF-R3      | 44            | Samuel Aaron Lochoff      | Todas         |
| Samurai Racing                          | Yamaha        | Yamaha YZF-R3      | 79            | Tomas Alonso              | Todas         |
| Samurai-YART Racing                     | Yamaha        | Yamaha YZF-R3      | 25            | Andy Verdoïa              | 4-5, 8        |
| Polish Talent Team                      | Yamaha        | Yamaha YZF-R3      | 30            | Daniel Blin               | 1-2           |

| Leyenda             | Leyenda |
| ------------------- | ------- |
| Piloto titular      |         |
| Piloto invitado     |         |
| Piloto de reemplazo |         |

- Todos los equipos usaron neumáticos Pirelli.

## Resultados

### Campeonato de Pilotos
| Pos. | Piloto                    | Moto     | ARA | ASS | IMO | DON | BRN | MIS | POR | MAG | Ptos. |
| ---- | ------------------------- | -------- | --- | --- | --- | --- | --- | --- | --- | --- | ----- |
| 1    | Ana Carrasco              | Kawasaki | 6   | 4   | 1   | 1   | 11  | 10  | 10  | 13  | 93    |
| 2    | Mika Pérez                | Kawasaki | 3   | Ret | 8   | 8   |     | 2   | 2   | 2   | 92    |
| 3    | Scott Deroue              | Kawasaki | 2   | 3   | Ret | 6   | 7   | Ret | 1   | Ret | 80    |
| 4    | Luca Grünwald             | KTM      | 9   | 1   | 4   | 10  | 10  | 5   | 29  | 6   | 78    |
| 5    | Dorren Loureiro           | Kawasaki | 8   | 7   | 11  | 2   | 12  | 9   | 9   | 10  | 66    |
| 6    | Manuel González           | Yamaha   | Ret | 9   | Ret | 12  | 33  | 3   | 3   | 3   | 59    |
| 7    | Borja Sánchez             | Kawasaki | 10  | Ret | 2   | 3   | 3   | Ret | 16  | 16  | 58    |
| 8    | Daniel Valle              | Yamaha   | 13  | 11  | Ret | 11  | 8   | Ret | 7   | 1   | 55    |
| 9    | Glenn van Straalen        | KTM      | 7   | 2   | 9   | 23  | 5   | Ret | Ret | 8   | 55    |
| 10   | Galang Hendra             | Yamaha   | 16  | Ret | 5   | 9   | 1   | 7   | Ret | 15  | 53    |
| 11   | Koen Meuffels             | KTM      | 1   | Ret | Ret | 5   | 4   | Ret |     |     | 49    |
| 12   | Walid Khan                | Kawasaki | 11  | 5   | 10  | Ret | 2   | Ret | 21  | 11  | 47    |
| 13   | María Herrera             | Yamaha   | 17  | 10  | 7   | 18  | 9   | 6   | Ret | 4   | 45    |
| 14   | Nick Kalinin              | Kawasaki | 4   | 6   | Ret |     | 6   | Ret | Ret | 7   | 42    |
| 15   | Enzo de la Vega           | Kawasaki | 12  | 18  | Ret | 4   | 14  | 12  | 5   | 9   | 41    |
| 16   | Jan-Ole Jähnig            | KTM      | Ret | 8   | 6   | 7   | 13  | 8   | 14  | 17  | 40    |
| 17   | Luca Bernardi             | Yamaha   | DSQ | DSQ | 12  | 14  | 21  | 4   | Ret | 5   | 30    |
| 18   | Manuel Bastianelli        | Kawasaki |     |     | Ret |     |     | 1   |     |     | 25    |
| 19   | Robert Schotman           | Kawasaki | 5   | Ret | Ret |     |     |     | 4   | Ret | 24    |
| 20   | Kevin Sabatucci           | Yamaha   |     |     | 3   |     |     | Ret |     |     | 16    |
| 21   | Tom Edwards               | Kawasaki | Ret | Ret | Ret | 15  | Ret | 26  | 6   | Ret | 11    |
| 22   | Ferran Hernandez Moyano   | Kawasaki |     |     |     |     |     |     | 8   |     | 8     |
| 23   | Ali Adriansyah Rusmiputro | Yamaha   | Ret | 13  | 26  | 13  | NC  | Ret | 18  | 20  | 6     |
| 24   | Alex Börner               | Kawasaki |     |     |     |     |     |     | 11  |     | 5     |
| 25   | Imanuel Putra Pratna      | Yamaha   | Ret | 19  | 17  | 17  | Ret | 11  |     |     | 5     |
| 26   | Andy Verdoïa              | Yamaha   |     |     |     | Ret | 15  |     |     | 12  | 5     |
| 27   | Maximilian Kappler        | KTM      | 15  | 12  | Ret | 16  | NC  | 22  | 27  | 30  | 5     |
| 28   | Guillem Erill             | Kawasaki |     |     |     |     |     |     | 12  |     | 4     |
| 29   | Paolo Grassia             | Yamaha   | 14  | Ret | Ret | Ret | 25  |     | 28  | 14  | 4     |
| 30   | Jack Micheal Mahaffy      | Yamaha   |     |     |     |     |     |     | 13  |     | 3     |
| 31   | Omar Bonoli               | Yamaha   |     |     |     |     |     | 13  |     |     | 3     |
| 32   | Filippo Rovelli           | Kawasaki | Ret | Ret | 13  | Ret | 20  | Ret | 20  | 18  | 3     |
| 33   | Dennis Koopman            | Yamaha   | 20  | 15  | 14  | 19  | 23  | 21  | 33  | 27  | 3     |
| 34   | Hugo de Cancellis         | Yamaha   |     | 16  | 18  | 21  | 16  | 14  | 22  | 19  | 2     |
| 35   | Marc Luna Bayen           | Kawasaki | 18  | 14  |     |     |     |     |     |     | 2     |
| 36   | Victor Steeman            | KTM      |     |     |     |     |     |     | 15  | Ret | 1     |
| 37   | Jacopo Facco              | Yamaha   |     |     |     |     |     | 15  |     |     | 1     |
| 38   | Dino Iozzo                | Honda    | 21  | 21  | 15  | 20  | 17  | 20  | 23  | 24  | 1     |
|      | Kevin Arduini             | Yamaha   |     |     | 16  |     |     |     |     |     | 0     |
|      | Tomas Alonso              | Yamaha   | 27  | 23  | 28  | 26  | Ret | 16  | 25  | 26  | 0     |
|      | Filippo Fuligni           | Yamaha   | NC  | 28  | 19  | Ret | 22  | 17  | 19  | Ret | 0     |
|      | Alex Murley               | Yamaha   | 23  | 17  | Ret | Ret |     |     |     |     | 0     |
|      | Bahattin Sofuoğlu         | Yamaha   |     |     |     |     |     |     | 17  |     | 0     |
|      | Daniel Blin               | Yamaha   | 25  | Ret |     |     | 18  | Ret | 26  | Ret | 0     |
|      | Samuel Aaron Lochoff      | Yamaha   | 28  | 24  | 25  | 22  | 27  | 18  | 24  | Ret | 0     |
|      | Joseph Foray              | Kawasaki | 19  | 26  | 20  | 24  | 26  | 24  | 31  | 23  | 0     |
|      | Tom Toparis               | Kawasaki |     |     |     |     | 19  | 19  |     |     | 0     |
|      | Joep Overbeeke            | Yamaha   | 24  | 20  | 22  | Ret |     |     |     |     | 0     |
|      | Ryan Vos                  | KTM      | Ret | Ret | 21  | Ret | 24  | 23  | 34  | 29  | 0     |
|      | Giacomo Mora              | Yamaha   |     |     |     |     |     |     |     | 21  | 0     |
|      | Beatriz Neila             | Yamaha   | 22  |     |     |     |     |     |     |     | 0     |
|      | Milan Merckelbagh         | Yamaha   |     | 22  |     |     |     |     |     |     | 0     |
|      | Manuel Rocca              | Kawasaki |     |     |     |     |     |     |     | 22  | 0     |
|      | Nicola Settimo            | Honda    | 29  | 27  | 23  | 25  | 30  | 25  | 30  | 28  | 0     |
|      | Trystan Finocchiaro       | Honda    | Ret | 25  | 24  | 27  | 29  | 27  | 32  | 32  | 0     |
|      | Alex Dumas                | KTM      |     |     |     |     |     |     |     | 25  | 0     |
|      | Adrián Carrasco           | Yamaha   | 26  |     |     |     |     |     |     |     | 0     |
|      | Lachlan Epis              | Kawasaki |     |     |     | 28  |     |     |     |     | 0     |
|      | Roman Kucera              | Kawasaki |     |     |     |     | 28  |     |     |     | 0     |
|      | Jared Schultz             | Yamaha   |     |     |     |     |     | 28  |     |     | 0     |
|      | Bibi Damen                | KTM      |     | 29  |     |     |     |     |     |     | 0     |
|      | Luke Verwey               | Kawasaki |     |     |     | 29  |     |     |     |     | 0     |
|      | Thomas Brianti            | KTM      |     |     |     |     |     | 29  |     |     | 0     |
|      | Vojtech Schwarz           | Yamaha   |     |     |     |     | 31  |     |     |     | 0     |
|      | Steffie Naud              | Kawasaki |     |     |     |     |     |     |     | 31  | 0     |
|      | Alexandra Pelikanova      | Yamaha   |     |     |     |     | 32  |     |     |     | 0     |
|      | Pedro Fragoso             | KTM      |     |     |     |     |     |     | 35  |     | 0     |
|      | Edmund Best               | Kawasaki |     |     |     | Ret |     |     |     |     | 0     |
|      | Kade Verwey               | Kawasaki |     |     |     | Ret |     |     |     |     | 0     |
|      | Hugo Girardet             | Kawasaki |     |     |     |     |     |     |     | DNS | 0     |
| Pos. | Piloto                    | Moto     | ARA | ASS | IMO | DON | BRN | MIS | POR | MAG | Ptos. |

| Color     | Resultado                                                               |
| --------- | ----------------------------------------------------------------------- |
| Oro       | Ganador                                                                 |
| Plata     | 2.ª plaza                                                               |
| Bronce    | 3.ª plaza                                                               |
| Verde     | Finalizó en los puntos                                                  |
| Azul      | Finalizó sin puntos                                                     |
| Azul      | NC - No clasificado                                                     |
| Violeta   | Ret - No terminó (Carrera)                                              |
| Rojo      | DNQ - No se clasificó                                                   |
| Negro     | DSQ - Descalificado                                                     |
| Blanco    | DNS - No empezó (carrera)                                               |
| Blanco    | WD - Retirado (fin de semana)                                           |
| Blanco    | C - Carrera cancelada                                                   |
| Sin color | DNP - Inscrito pero no participó                                        |
| Sin color | INJ - Lesionado                                                         |
| Sin color | EX - Excluido                                                           |
| Estado    | Resultado                                                               |
| Negrita   | Pole position                                                           |
| Cursiva   | Vuelta rápida                                                           |
| †         | Abandona, pero clasifica al completar el porcentaje requerido para ello |

### Campeonato de Constructores
| Pos. | Constructor | ARA | ASS | IMO | DON | BRN | MIS | POR | MAG | Ptos. |
| ---- | ----------- | --- | --- | --- | --- | --- | --- | --- | --- | ----- |
| 1    | Kawasaki    | 2   | 3   | 1   | 1   | 2   | 1   | 1   | 2   | 176   |
| 2    | Yamaha      | 13  | 9   | 3   | 9   | 1   | 3   | 3   | 1   | 115   |
| 3    | KTM         | 1   | 1   | 4   | 5   | 4   | 5   | 14  | 6   | 110   |
| 4    | Honda       | 21  | 21  | 15  | 20  | 17  | 20  | 23  | 24  | 1     |
| Pos. | Constructor | ARA | ASS | IMO | DON | BRN | MIS | POR | MAG | Ptos. |